# Discalida pallidimarginia
Discalida pallidimarginia är en kackerlacksart som beskrevs av Woo, Guo och Li 1985. Discalida pallidimarginia ingår i släktet Discalida och familjen småkackerlackor. Inga underarter finns listade i Catalogue of Life.